# Britta Özen-Kleine
Britta Özen-Kleine, geborene Kleine (* 1973) ist eine deutsche Klassische Archäologin.

## Werdegang
Britta Kleine studierte von 1993 bis 2000 an der Universität Marburg, der Freien Universität Berlin und der Universität Kiel Klassische Archäologie, Alte Geschichte sowie Kunstgeschichte. 2000 begann sie in Marburg ein Promotionsstudium und erheilet dazu ein Stipendium des Landes Hessen zur Förderung von Nachwuchswissenschaftlern. Im Februar 2005 erlangte sie den Doktorgrad mit der summa cum laude bewerteten Dissertation Die Bedeutung der Altersstufen und das Phänomen der Verjüngung von Göttern und Heroen in der attischen Kunst der archaischen und klassischen Zeit.
2007 wurde Özen-Kleine Mitarbeiterin am DFG-Datenbankprojekt Retrokon des Bildarchivs Foto Marburg. Im Jahr darauf ging sie an die Universität Muğla, wo sie bis 2010 für die inhaltliche Gesamtkonzeption und das Verfassen von Ausstellungstexten verantwortlich und an der Gründung der ersten Abguss-Sammlung der Türkei beteiligt war. Zwischen 2010 und 2012 vertrat sie die Stelle einer Assistentin am Lehrstuhl für Klassische Archäologie der Universität Würzburg. Zum April 2012 wechselte sie auf die Stellen einer Wissenschaftlichen Mitarbeiterin an den Lehrstuhl für Klassische Archäologie der Universität des Saarlandes in Saarbrücken. Hier ist sie als Kuratorin für die Antikensammlung des Instituts zuständig. Zwischen April 2018 und September 2020 vertrat sie auch die Juniorprofessur am Lehrstuhl.
Erste Erfahrungen bei Ausgrabungen erlangte Özen-Kleine schon seit 1994 bei Ausgrabungen in Deutschland. Ihre erste Teilnahme an einer Ausgrabung im Bereich der griechisch-römischen Antike hatte sie 1996 im Rahmen der DFG-Grabung im griechischen Megalopolis. 1997/98 arbeitete sie erstmals im türkischen Kaunos, wo sie bei der Aufnahme der sogenannten „schlichten Gräber“ der Nekropole mitwirkte. Zwischen 2009 und 2011 leitete sie mit Adnan Diler die Grabungen an den Befestigungsanlagen in Pedasa, einer lelego-karischen Stadt. 2011 wurden ihr und ihrem Mann Soner Özen die Grabungs- und Publikationsrechte zur Erforschung der frühen Siedlung in Kaunos übertragen. Seit 2012 leiten beide diese Grabung in Verbindung mit dem Gesamtleiter der Grabungen in der Stadt, Cengiz Işık.

## Publikationen (Auswahl)
- Das Phänomen der „Verjüngung“ im klassischen Athen. Zur Bedeutung von Altersstufen in der Bilderwelt des 6. und 5. Jahrhunderts v. Chr. Harrassowitz Verlag, Wiesbaden 2016, ISBN 978-3-447-10616-0
- Herausgeberin mit Adnan Diler, Soner Özen, Ufuk Çörtük und Münife Doyran: Basileus. 50. yılında Kaunos/kbid = 50th anniversary of Caunus/kbid (= Arkeolojik araştırmalar. Supplementband 1). Bilgin Kültür Sanat, Ankara 2017, ISBN 978-605-9636-12-4.
- Herausgeberin mit Münife Doyran, Ufuk Çörtük und Soner Özen: Uluslararası „Anadolu'da Demeter ve Diğer Ana Tanrıça Kültleri“ Sempozyumu, 25-28 Haziran 2014, Kaunos Kazı Evi = Internationales Kolloquium „Demeterkult und Kulte anderer Muttergottheiten in Anatolien“ (= Arkeolojik araştırmalar. Supplementband 2). Başkent University Culture and Art Research Center, Ankara 2017, ISBN 9786059636155.
- Herausgeberin mit Taner Korkut: Festschrift für Heide Froning = Studies in Honour of Heide Froning. E Yayinevi, Istanbul 2018, ISBN 978-975-390-387-5.